# Saint-Michel-de-Vax
Saint-Michel-de-Vax est une commune française située dans le nord-ouest du département du Tarn, en région Occitanie. Sur le plan historique et culturel, la commune est dans le Gaillacois, un pays qui doit sa notoriété à la qualité de ses vins.
Exposée à un climat océanique altéré, elle est drainée par le ruisseau de Lauger et par divers autres petits cours d'eau. La commune possède un patrimoine naturel remarquable : un site Natura 2000 (la « forêt de Grésigne et environs ») et trois zones naturelles d'intérêt écologique, faunistique et floristique.
Saint-Michel-de-Vax est une commune rurale qui compte 80 habitants en 2022, après avoir connu un pic de population de 411 habitants en 1856.  Ses habitants sont appelés les Saint-Michelois ou  Saint-Micheloises.

## Géographie

### Localisation
La commune est limitrophe du département de Tarn-et-Garonne.

### Communes limitrophes
Les communes limitrophes sont  Féneyrols, Roussayrolles, Saint-Antonin-Noble-Val et Vaour.
| Saint-Antonin-Noble-Val (Tarn-et-Garonne) |                     | Féneyrols (Tarn-et-Garonne) |
|                                           | Saint-Michel-de-Vax |                             |
|                                           | Vaour               | Roussayrolles               |

### Hydrographie

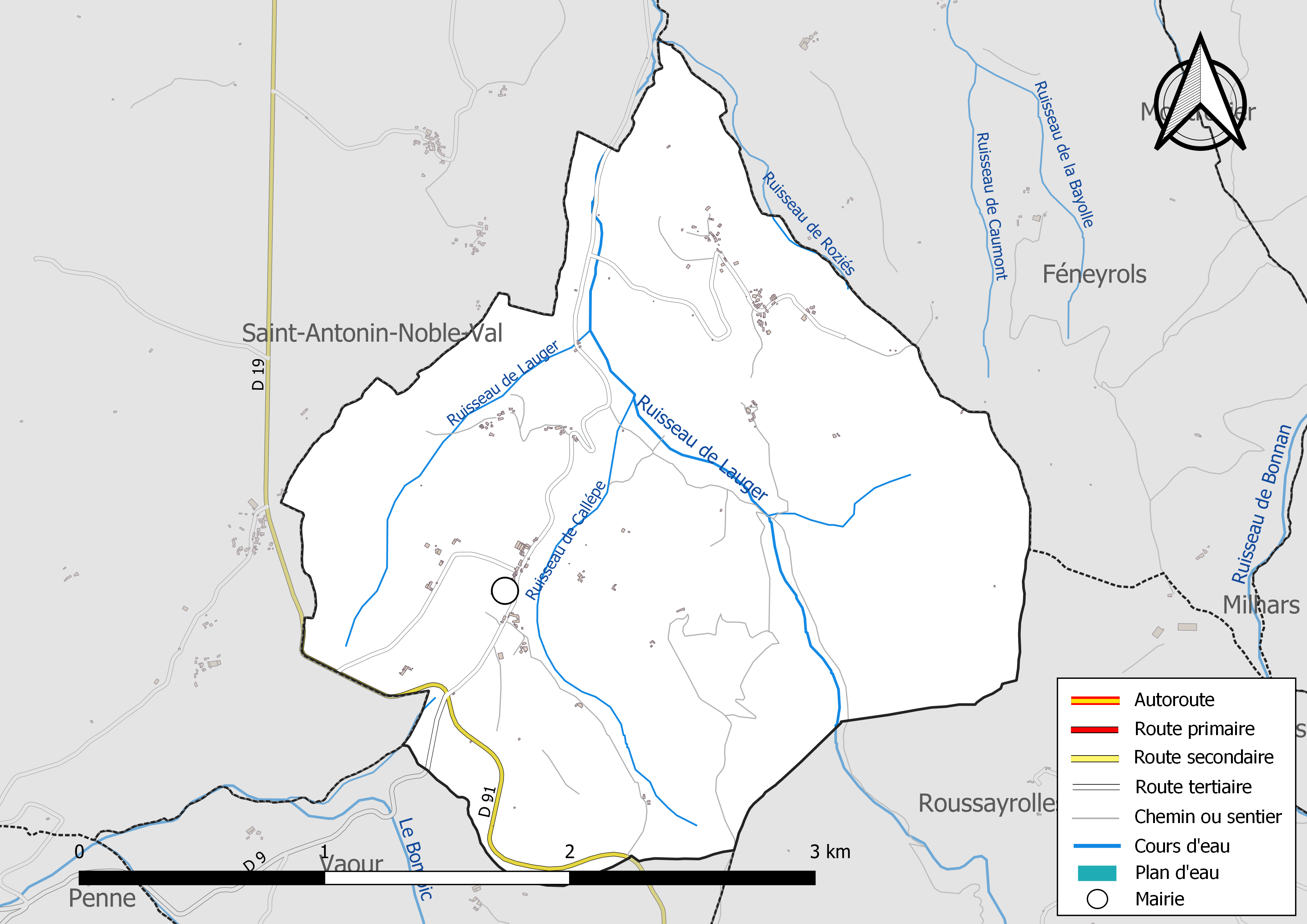
Réseaux hydrographique et routier de Saint-Michel-de-Vax.

La commune est dans le bassin de la Garonne, au sein du bassin hydrographique Adour-Garonne. Elle est drainée par le ruisseau de Lauger, le ruisseau de Callépe, le ruisseau de Lauger, le ruisseau de Roziés et par deux petits cours d'eau, qui constituent un réseau hydrographique de 8 km de longueur totale,.

### Climat
Pour des articles plus généraux, voir Climat de l'Occitanie et Climat du Tarn.
En 2010, le climat de la commune est de type climat océanique altéré, selon une étude du Centre national de la recherche scientifique s'appuyant sur une série de données couvrant la période 1971-2000. En 2020, Météo-France publie une typologie des climats de la France métropolitaine dans laquelle la commune est toujours exposée à un climat océanique altéré et est dans la région climatique Aquitaine, Gascogne, caractérisée par une pluviométrie abondante au printemps, modérée en automne, un faible ensoleillement au printemps, un été chaud (19,5 °C), des vents faibles, des brouillards fréquents en automne et en hiver et des orages fréquents en été (15 à 20 jours).
Pour la période 1971-2000, la température annuelle moyenne est de 13,2 °C, avec une amplitude thermique annuelle de 15,6 °C. Le cumul annuel moyen de précipitations est de 891 mm, avec 11,2 jours de précipitations en janvier et 6 jours en juillet. Pour la période 1991-2020, la température moyenne annuelle observée sur la station météorologique de Météo-France la plus proche, « St-antonin-teus », sur la commune de Saint-Antonin-Noble-Val à 6 km à vol d'oiseau, est de 13,8 °C et le cumul annuel moyen de précipitations est de 872,1 mm. 
La température maximale relevée sur cette station est de 42,5 °C, atteinte le 27 juin 2019 ; la température minimale est de −14 °C, atteinte le 9 février 2012,,.
Les paramètres climatiques de la commune ont été estimés pour le milieu du siècle (2041-2070) selon différents scénarios d'émission de gaz à effet de serre à partir des nouvelles projections climatiques de référence DRIAS-2020. Ils sont consultables sur un site dédié publié par Météo-France en novembre 2022.

### Milieux naturels et biodiversité

#### Réseau Natura 2000

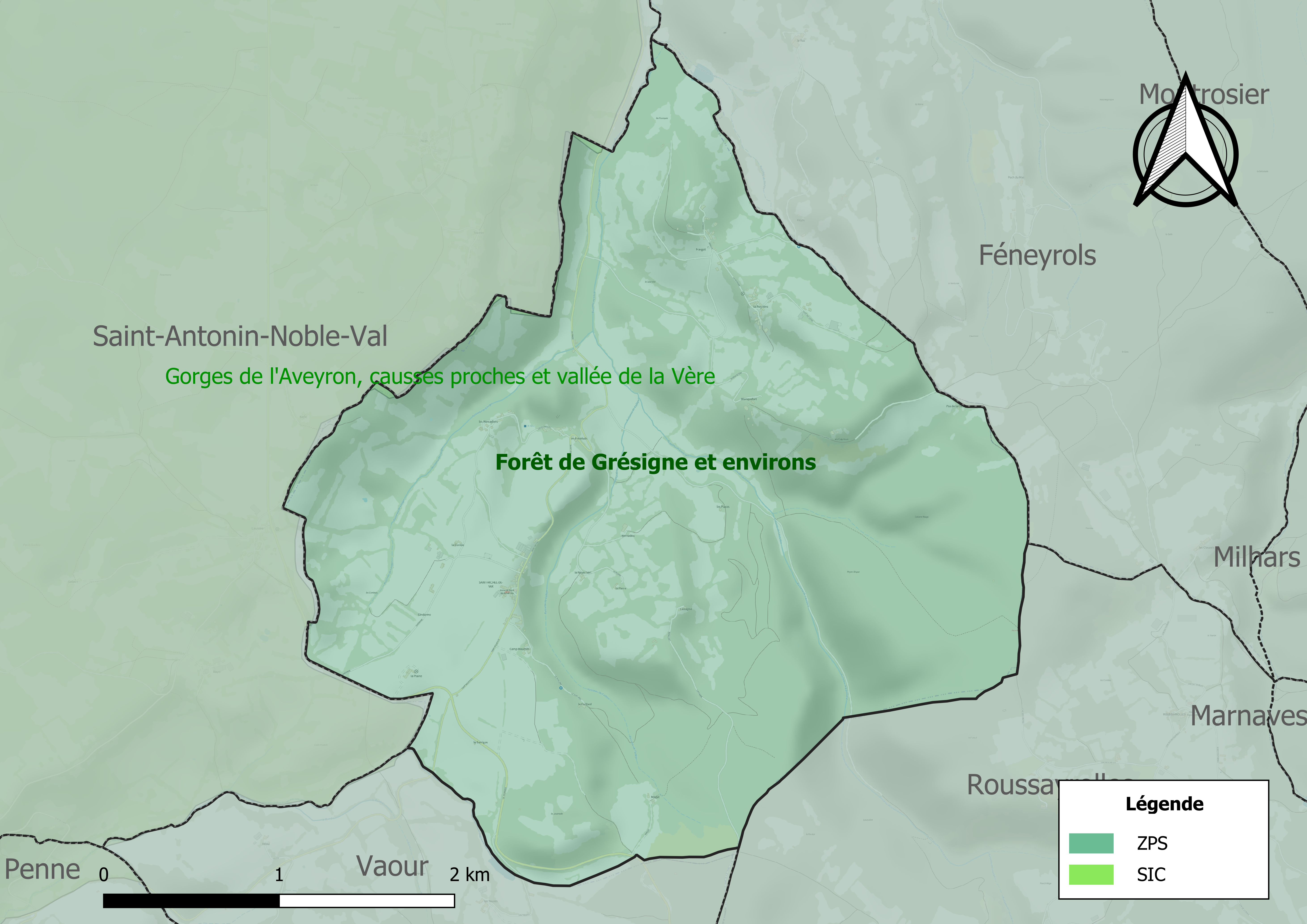
Sites Natura 2000 sur le territoire communal.

Le réseau Natura 2000 est un réseau écologique européen de sites naturels d'intérêt écologique élaboré à partir des directives habitats et oiseaux, constitué de zones spéciales de conservation (ZSC) et de zones de protection spéciale (ZPS).
Un site Natura 2000 a été défini sur la commune au titre  de la directive oiseaux : la « forêt de Grésigne et environs », d'une superficie de 27 701 ha, un site où onze espèces de l'annexe 1 se reproduisent régulièrement sur le site, parmi lesquelles sept espèces de rapaces (dont le Faucon pèlerin et le Grand-Duc d'Europe).

#### Zones naturelles d'intérêt écologique, faunistique et floristique
L’inventaire des zones naturelles d'intérêt écologique, faunistique et floristique (ZNIEFF) a pour objectif de réaliser une couverture des zones les plus intéressantes sur le plan écologique, essentiellement dans la perspective d’améliorer la connaissance du patrimoine naturel national et de fournir aux différents décideurs un outil d’aide à la prise en compte de l’environnement dans l’aménagement du territoire.
Deux ZNIEFF de type 1 sont recensées sur la commune :
le « causse d'Anglars » (3 598 ha), couvrant 4 communes dont trois dans le Tarn et une dans le Tarn-et-Garonne, et 
le « vallon et hauts de versant de Laussière » (334 ha), couvrant 3 communes dont deux dans le Tarn et une dans le Tarn-et-Garonne
et une ZNIEFF de type 2, : 
la « forêt de Grésigne et environs » (18 733 ha), couvrant 21 communes dont 17 dans le Tarn et quatre dans le Tarn-et-Garonne.

Carte des ZNIEFF de type 1 et 2 à Saint-Michel-de-Vax.
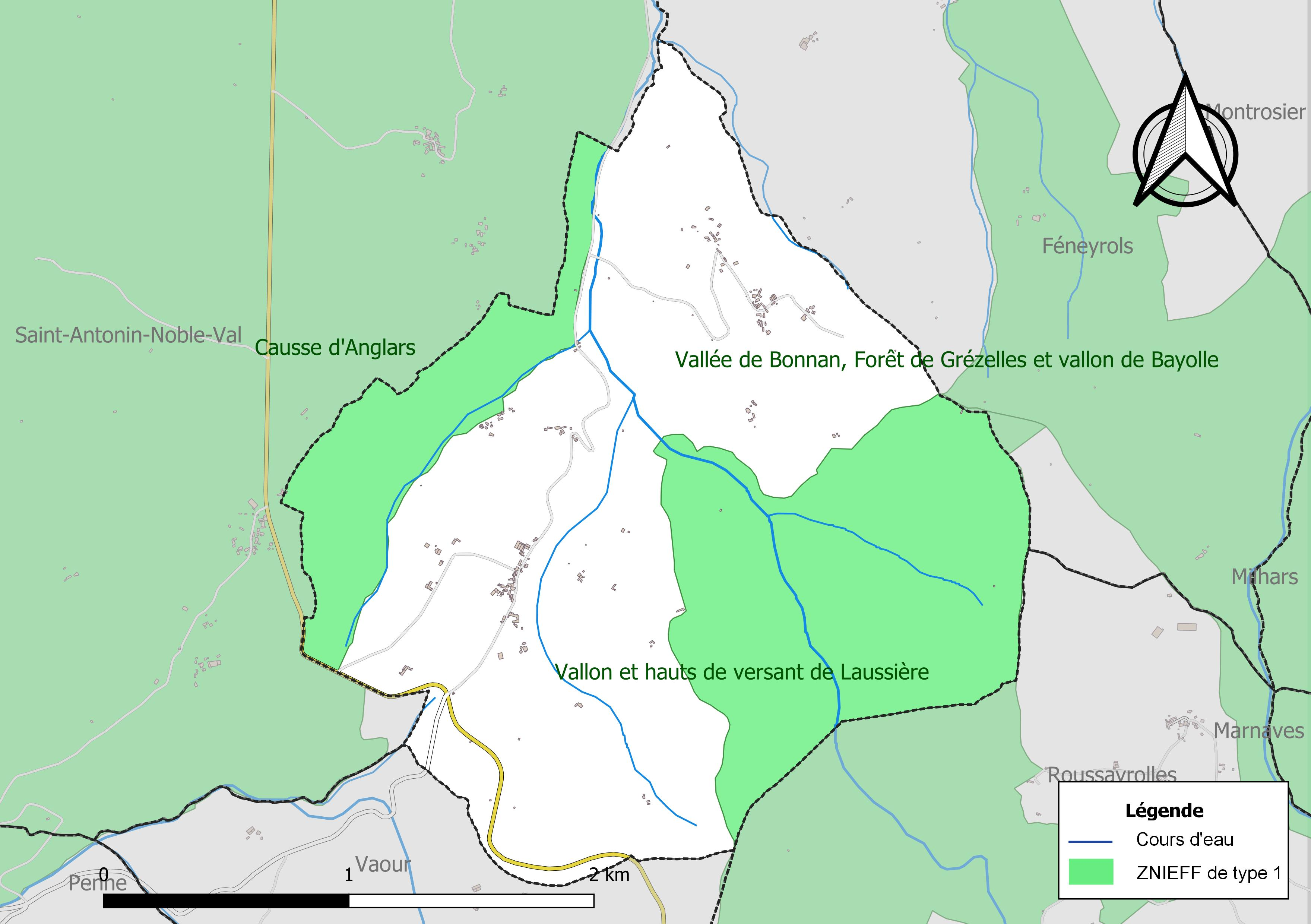
Carte des ZNIEFF de type 1 sur la commune.
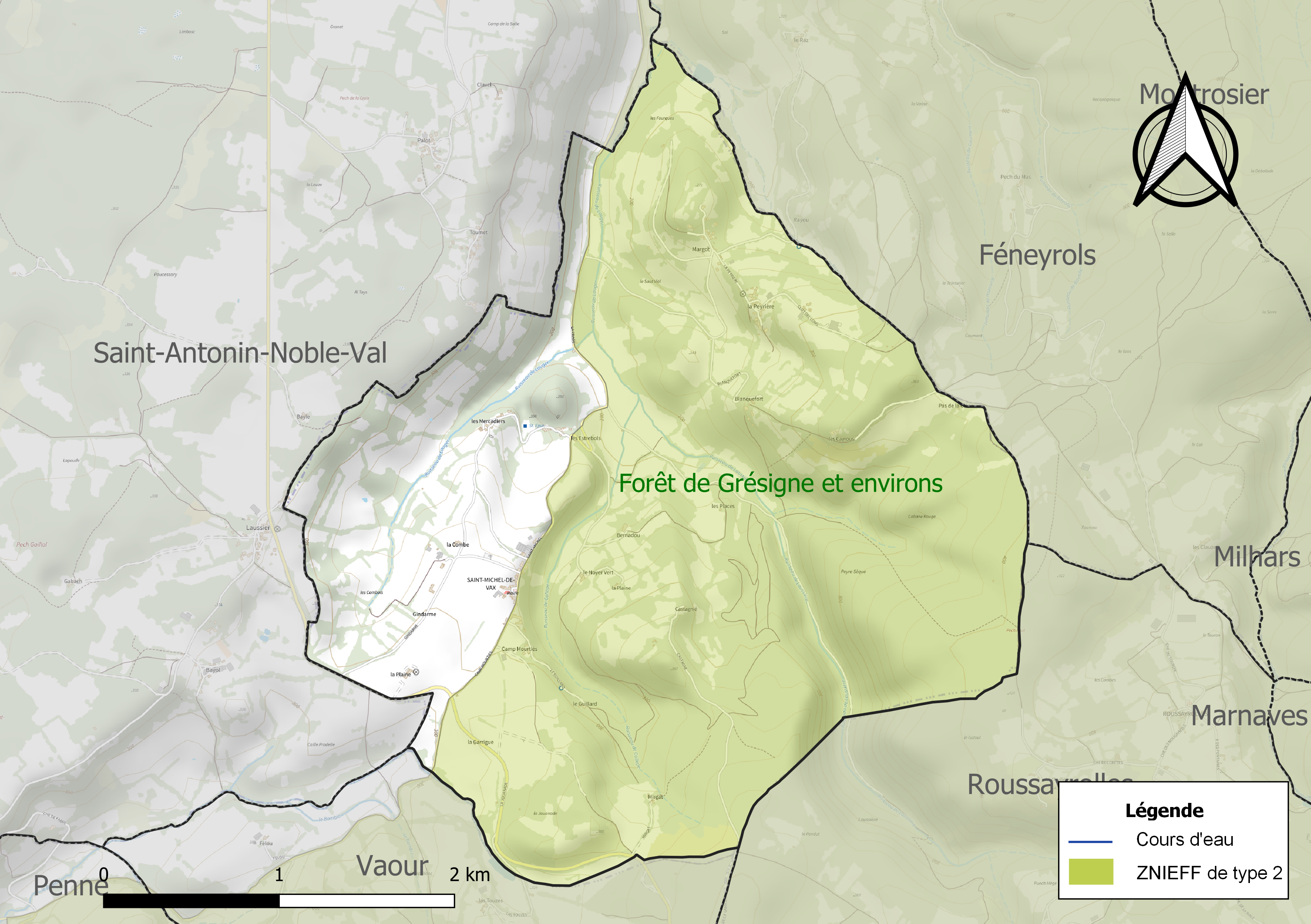
Carte de la ZNIEFF de type 2 sur la commune.

## Urbanisme

### Typologie
Au 1er janvier 2024, Saint-Michel-de-Vax est catégorisée commune rurale à habitat très dispersé, selon la nouvelle grille communale de densité à sept niveaux définie par l'Insee en 2022.
Elle est située hors unité urbaine et hors attraction des villes,.

### Occupation des sols
L'occupation des sols de la commune, telle qu'elle ressort de la base de données européenne d’occupation biophysique des sols Corine Land Cover (CLC), est marquée par l'importance des forêts et milieux semi-naturels (51 % en 2018), une proportion identique à celle de 1990 (51 %). La répartition détaillée en 2018 est la suivante : 
forêts (51 %), prairies (29,4 %), zones agricoles hétérogènes (19,6 %). L'évolution de l’occupation des sols de la commune et de ses infrastructures peut être observée sur les différentes représentations cartographiques du territoire : la carte de Cassini (XVIIIe siècle), la carte d'état-major (1820-1866) et les cartes ou photos aériennes de l'IGN pour la période actuelle (1950 à aujourd'hui).

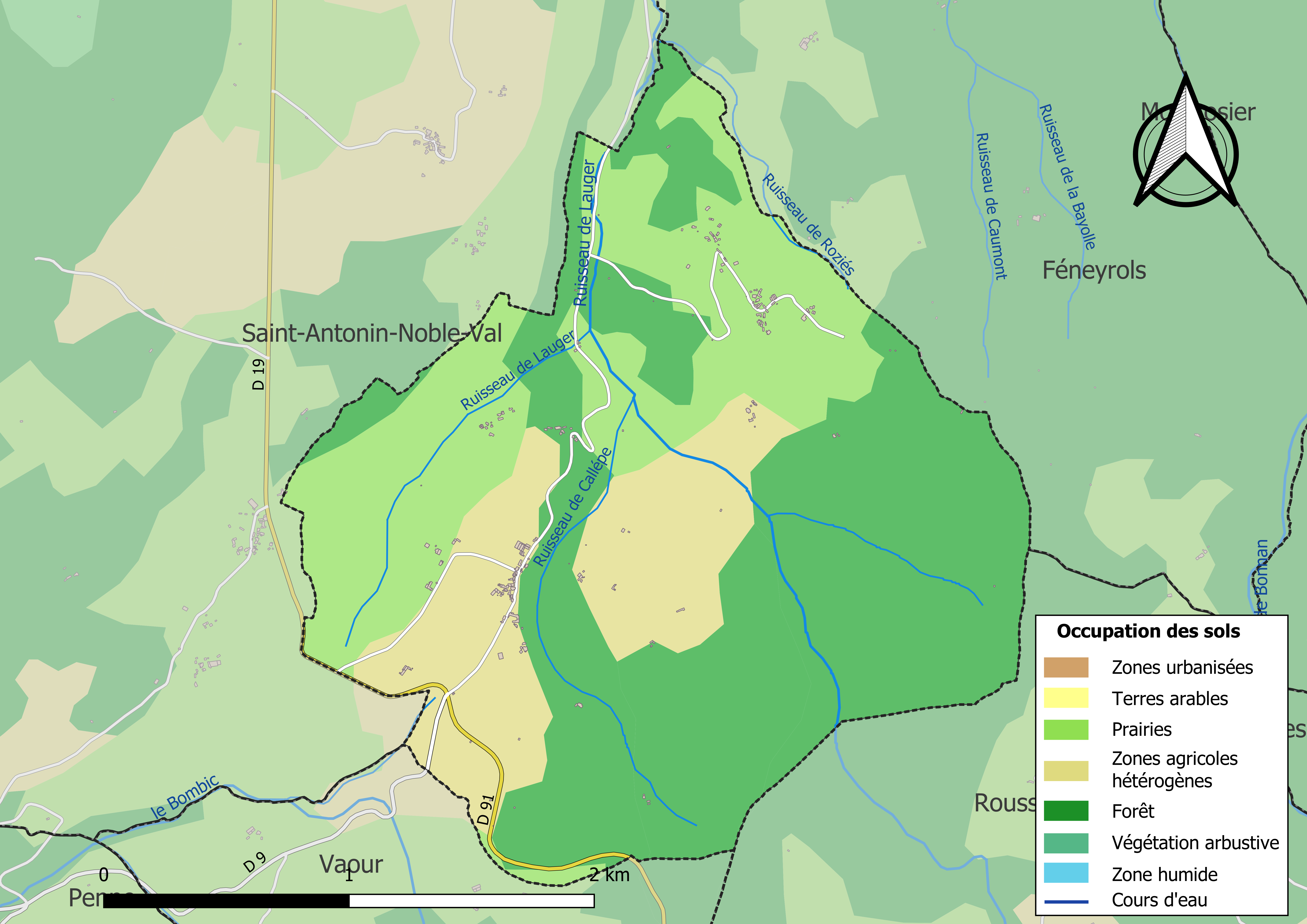
Carte des infrastructures et de l'occupation des sols de la commune en 2018 (CLC).

### Risques majeurs
Le territoire de la commune de Saint-Michel-de-Vax est vulnérable à différents aléas naturels : météorologiques (tempête, orage, neige, grand froid, canicule ou sécheresse), feux de forêts, mouvements de terrains et séisme (sismicité très faible). Il est également exposé à un risque technologique,  le transport de matières dangereuses. Un site publié par le BRGM permet d'évaluer simplement et rapidement les risques d'un bien localisé soit par son adresse soit par le numéro de sa parcelle.

#### Risques naturels
Saint-Michel-de-Vax est exposée au risque de feu de forêt. En 2022, il n'existe pas de Plan de Prévention des Risques incendie de forêt (PPRif). Le débroussaillement aux abords des maisons constitue l’une des meilleures protections pour les particuliers contre le feu,.

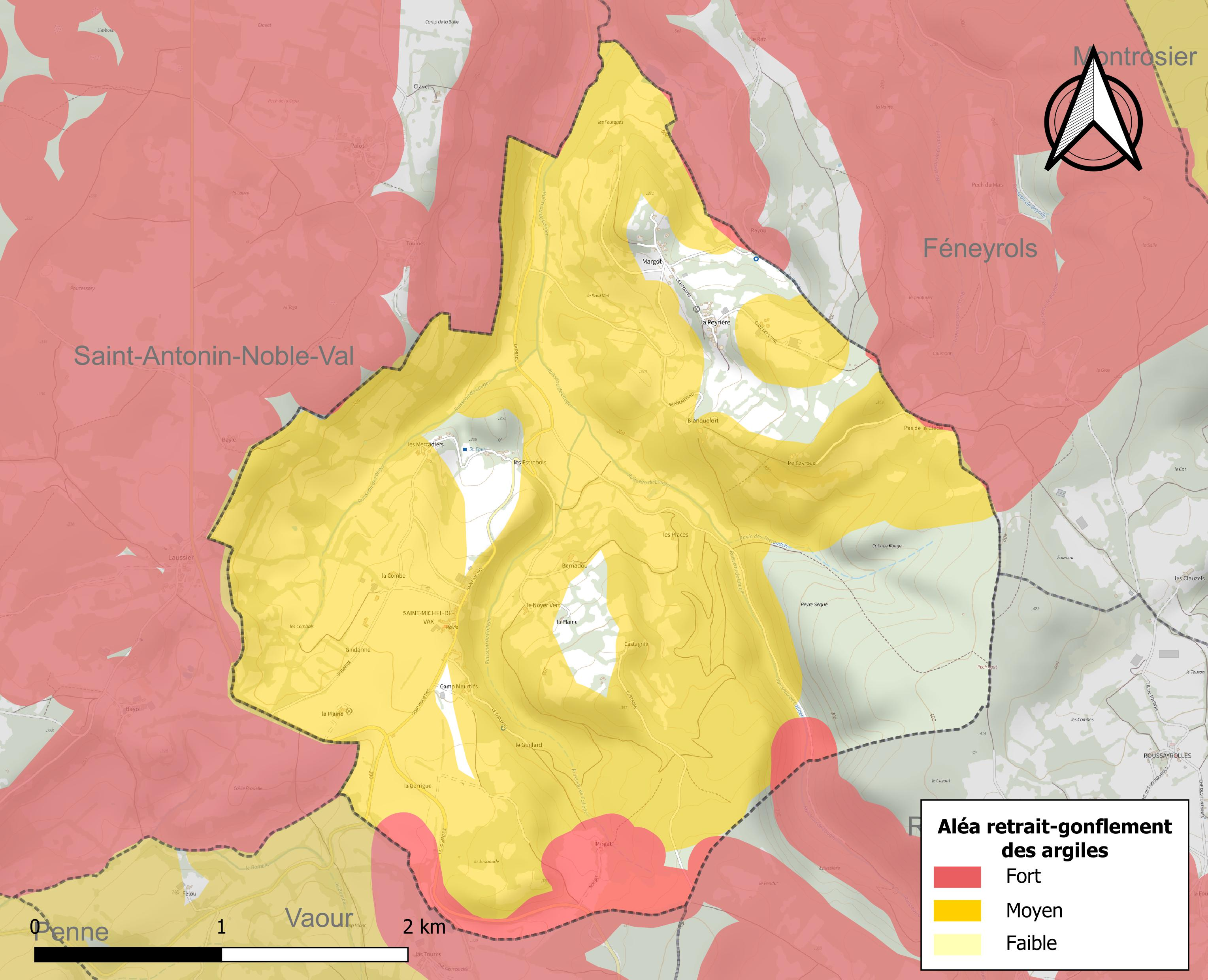
Carte des zones d'aléa retrait-gonflement des sols argileux de Saint-Michel-de-Vax.

La commune est vulnérable au risque de mouvements de terrains constitué principalement du retrait-gonflement des sols argileux. Cet aléa est susceptible d'engendrer des dommages importants aux bâtiments en cas d’alternance de périodes de sécheresse et de pluie. 80,6 % de la superficie communale est en aléa moyen ou fort (76,3 % au niveau départemental et 48,5 % au niveau national). Sur les 63 bâtiments dénombrés sur la commune en 2019, 40 sont en aléa moyen ou fort, soit 63 %, à comparer aux 90 % au niveau départemental et 54 % au niveau national. Une cartographie de l'exposition du territoire national au retrait gonflement des sols argileux est disponible sur le site du BRGM,.
Par ailleurs, afin de mieux appréhender le risque d’affaissement de terrain, l'inventaire national des cavités souterraines permet de localiser celles situées sur la commune.
La commune a été reconnue en état de catastrophe naturelle au titre des dommages causés par les inondations et coulées de boue survenues en 1982 et 2006. 

#### Risques technologiques
Le risque de transport de matières dangereuses sur la commune est lié à sa traversée par des infrastructures routières ou ferroviaires importantes ou la présence d'une canalisation de transport d'hydrocarbures. Un accident se produisant sur de telles infrastructures est susceptible d’avoir des effets graves sur les biens, les personnes ou l'environnement, selon la nature du matériau transporté. Des dispositions d’urbanisme peuvent être préconisées en conséquence.

## Politique et administration
| Période                                  | Période  | Identité       | Étiquette | Qualité |
| ---------------------------------------- | -------- | -------------- | --------- | ------- |
| mars 2001                                | En cours | Jacques Maffre |           |         |
| Les données manquantes sont à compléter. |          |                |           |         |

## Démographie
L'évolution du nombre d'habitants est connue à travers les recensements de la population effectués dans la commune depuis 1793. Pour les communes de moins de 10 000 habitants, une enquête de recensement portant sur toute la population est réalisée tous les cinq ans, les populations de référence des années intermédiaires étant quant à elles estimées par interpolation ou extrapolation. Pour la commune, le premier recensement exhaustif entrant dans le cadre du nouveau dispositif a été réalisé en 2008.

En 2022, la commune comptait 80 habitants, en évolution de +21,21 % par rapport à 2016 (Tarn : +2,52 %, France hors Mayotte : +2,11 %).
| 1793 | 1800 | 1806 | 1821 | 1831 | 1836 | 1841 | 1846 | 1851 |
| ---- | ---- | ---- | ---- | ---- | ---- | ---- | ---- | ---- |
| 344  | 386  | 378  | 373  | 398  | 375  | 385  | 387  | 405  |

| 1856 | 1861 | 1866 | 1872 | 1876 | 1881 | 1886 | 1891 | 1896 |
| ---- | ---- | ---- | ---- | ---- | ---- | ---- | ---- | ---- |
| 411  | 406  | 330  | 318  | 303  | 281  | 278  | 268  | 268  |

| 1901 | 1906 | 1911 | 1921 | 1926 | 1931 | 1936 | 1946 | 1954 |
| ---- | ---- | ---- | ---- | ---- | ---- | ---- | ---- | ---- |
| 239  | 232  | 200  | 176  | 153  | 135  | 131  | 114  | 94   |

| 1962 | 1968 | 1975 | 1982 | 1990 | 1999 | 2006 | 2008 | 2013 |
| ---- | ---- | ---- | ---- | ---- | ---- | ---- | ---- | ---- |
| 72   | 78   | 80   | 89   | 70   | 66   | 65   | 65   | 63   |

| 2018 | 2022 | - | - | - | - | - | - | - |
| ---- | ---- | - | - | - | - | - | - | - |
| 75   | 80   | - | - | - | - | - | - | - |

## Économie

### Emploi
|                | 2008  | 2013  | 2018  |
| -------------- | ----- | ----- | ----- |
| Commune        | 0 %   | 2,8 % | 9,1 % |
| Département    | 8,2 % | 9,9 % | 10 %  |
| France entière | 8,3 % | 10 %  | 10 %  |

En 2018, la population âgée de 15 à 64 ans s'élève à 44 personnes, parmi lesquelles on compte 72,7 % d'actifs (63,6 % ayant un emploi et 9,1 % de chômeurs) et 27,3 % d'inactifs,. Depuis 2008, le taux de chômage communal (au sens du recensement) des 15-64 ans est inférieur à celui de la France et du département.
La commune est hors attraction des villes,. Elle compte 3 emplois en 2018, contre 7 en 2013 et 9 en 2008. Le nombre d'actifs ayant un emploi résidant dans la commune est de 28, soit un indicateur de concentration d'emploi de 10,7 % et un taux d'activité parmi les 15 ans ou plus de 51,6 %.
Sur ces 28 actifs de 15 ans ou plus ayant un emploi, 2 travaillent dans la commune, soit 7 % des habitants. Pour se rendre au travail, 89,3 % des habitants utilisent un véhicule personnel ou de fonction à quatre roues, 3,6 % les transports en commun, 7,2 % s'y rendent en deux-roues, à vélo ou à pied.

### Activités hors agriculture
5 établissements sont implantés  à Saint-Michel-de-Vax au 31 décembre 2019.
Le secteur de l'information et de la communication est prépondérant sur la commune puisqu'il représente 40 % du nombre total d'établissements de la commune (2 sur les 5 entreprises implantées  à Saint-Michel-de-Vax), contre 2,1 % au niveau départemental.

### Agriculture
|               | 1988 | 2000 | 2010 | 2020 |
| ------------- | ---- | ---- | ---- | ---- |
| Exploitations | 14   | 11   | 7    | 4    |
| SAU (ha)      | 250  | 278  | 165  | 116  |

La commune est dans les Causses du Quercy, une petite région agricole relativement pauvre et aride accueilant des élevages de brebis et agneaux en plein air, située dans le nord-ouest du département du Tarn. En 2020, l'orientation technico-économique de l'agriculture  sur la commune est l'élevage d'ovins ou de caprins. Quatre exploitations agricoles ayant leur siège dans la commune sont dénombrées lors du recensement agricole de 2020 (14 en 1988). La superficie agricole utilisée est de 116 ha,,.

## Culture locale et patrimoine

### Lieux et monuments

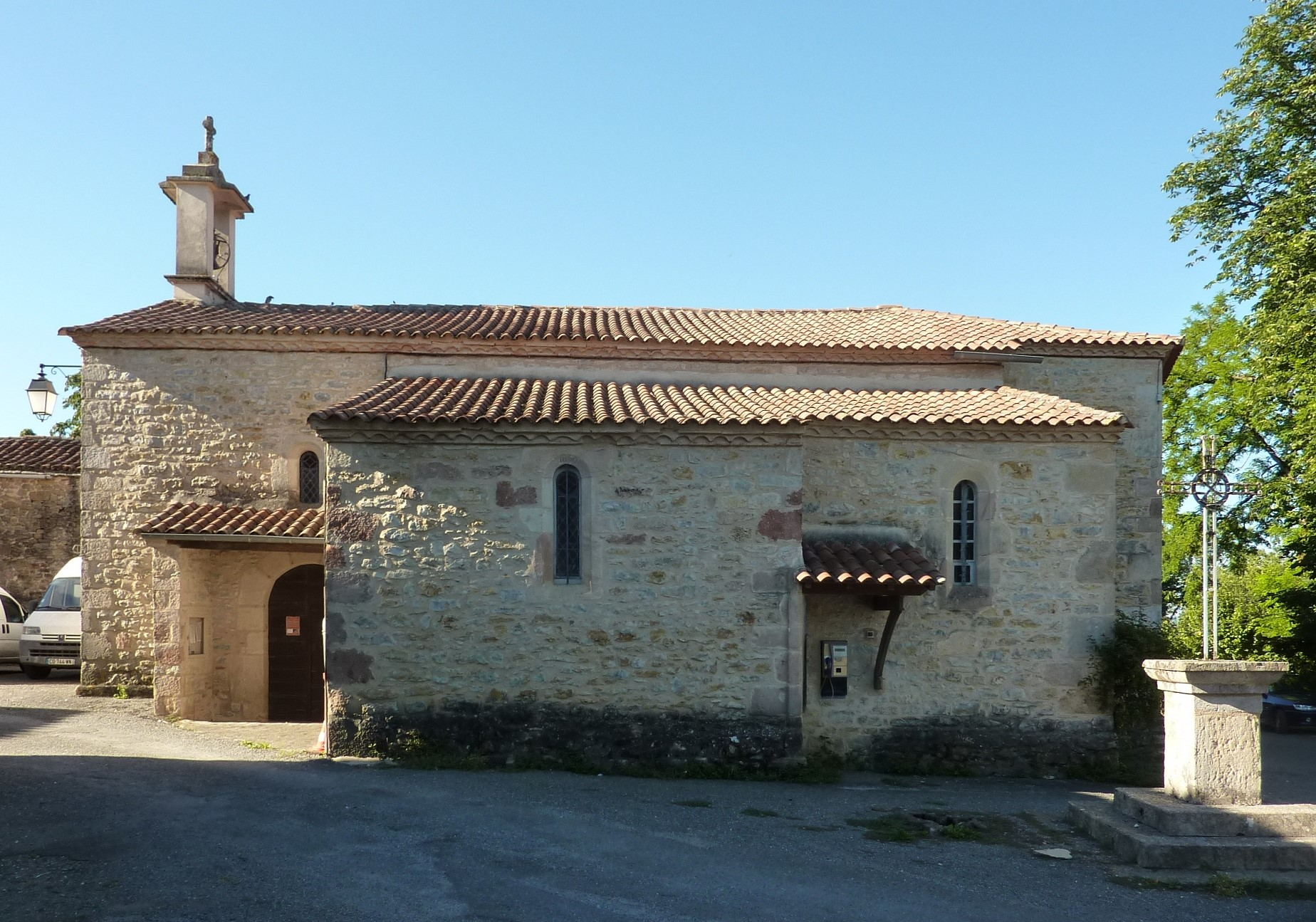
Église Saint-Michel de Saint-Michel-de-Vax

- Église Saint-Michel de Saint-Michel-de-Vax.

### Personnalités liées à la commune
Le général et conventionnel tarnais Jean-Pierre Lacombe-Saint-Michel, né en 1753 et mort en 1812 au château de Saint-Michel-de-Vax, ancêtre du Prix Nobel de littérature Claude Simon, qui évoque Saint-Michel-de-Vax dans son livre Les Géorgiques.